# Ladislav Hrubý
Ladislav Hrubý (* 11. září 1957, Žilina) je slovenský spisovatel-prozaik, jenž tvoří pod pseudonymem Boris Vaňovec.

## Životopis
Studoval slovenštinu a angličtinu na Pedagogické fakultě v Banské Bystrici (1976–1980). Působil jako učitel, profesor na gymnáziu, redaktor časopisu Slovensko, redaktor novin Cieľ a časopisu POVEX, 1993–1994 deníku Smer v Banské Bystrici, televize Sever, od 1998 učitel na odborném učilišti v Čadci. První prozaické pokusy převážně s kysuckou tematikou publikoval ve sbornících, knižně vydal sbírku povídek z prostředí současné kysucké vesnice. Autor rozhlasových povídek a námětu k dokumentárnímu filmu M. Urbana Zjevení Matúša Lašúta.

## Dílo
- 1984 Na večeru budú štvorlístky
- 1985 Druhý dych
- 1986 Variácie na život
- 1986 Ružová ako sen
- 2004 Kráľovstvo na zemi
- 2005 Zázraky pod Kykulou
- 2006 Legendy o samote
- 2007 Tajomstvá hackovských záhrad
- 2009 Hostia z hraničného mesta